# Caspar Schmalkalden
Caspar Schmalkalden (Friedrichroda, Ducado de Sajonia-Weimar; 1616-Gotha, Ducado de Sajonia-Gotha; 1673) fue un soldado y cronista alemán del siglo XVII, que viajó como soldado bajo servicio holandés a América del Sur y las Indias Orientales. Después de su regreso en 1652, Schmalkalden escribió un informe de viaje de casi 500 páginas manuscritas en el que anotó observaciones y descripciones geográficas y etnológicas de la flora y fauna de los países visitados.
El informe de Schmalkalden es parte de una serie de escritos similares de viajeros del siglo XVII, y si bien no produjo nuevos descubrimientos desde una perspectiva europea, sus notas proporcionan un complemento valioso a las fuentes históricas contemporáneas.

## Biografía

### Origen
El año exacto de nacimiento de Caspar Schmalkalden es desconocido. Cuando se unió al ejército holandés, tenía unos veinticinco años, por lo que puede haber nacido alrededor de 1617 o poco antes. El padre de Schmalkalden, Liborius Schmalkalden, fue alcalde de la pequeña ciudad de Friedrichroda en los límites del bosque de Turingia. Su primera mención documental ocurre en el primer registro de almas de la parroquia protestante de St. Blaise en Friedrichroda en 1632. La lista también muestra que su madre, Magdalena Schmalkalden, también tuvo otros dos hijos, Christophorus y Liborius, así como también cuatro hijas: Anna, Dorothea, Martha y Susanna.

### El primer viaje - Brasil y Chile (1642-1645)

#### El viaje a Brasil
Se desconoce cómo Caspar Schmalkalden entró al servicio de la Compañía Holandesa de las Indias Occidentales como soldado. No obstante, se sabe que para promover su expansión en el extranjero, los holandeses recurrieron a marineros, soldados, cirujanos y otros profesionales de otros países. Schmalkalden mencionó, entre otras cosas, a un compañero que era de Escocia, y que su comandante en el primer viaje era de Curlandia.
El 16 de octubre de 1642, Schmalkalden, como parte de una tripulación compuesta por otros 36 soldados y cuatro mujeres, se unió al barco mercante Elephant en la isla de Texel, que zarpa el 4 de noviembre. Esta isla era entonces el punto de partida de numerosas rutas de barcos a las colonias holandesas. Los 97 barcos que originalmente formaban la flota de la compañía se separaron gradualmente, y solo tres finalmente se dirigieron a Brasil. Dos días después de cruzar el Ecuador el 6 de diciembre, los viajeros vieron la isla Fernando de Noronha y finalmente llegaron al continente el 11 de diciembre. Un día después, Schmalkalden y los otros soldados desembarcaron en Pernambuco.

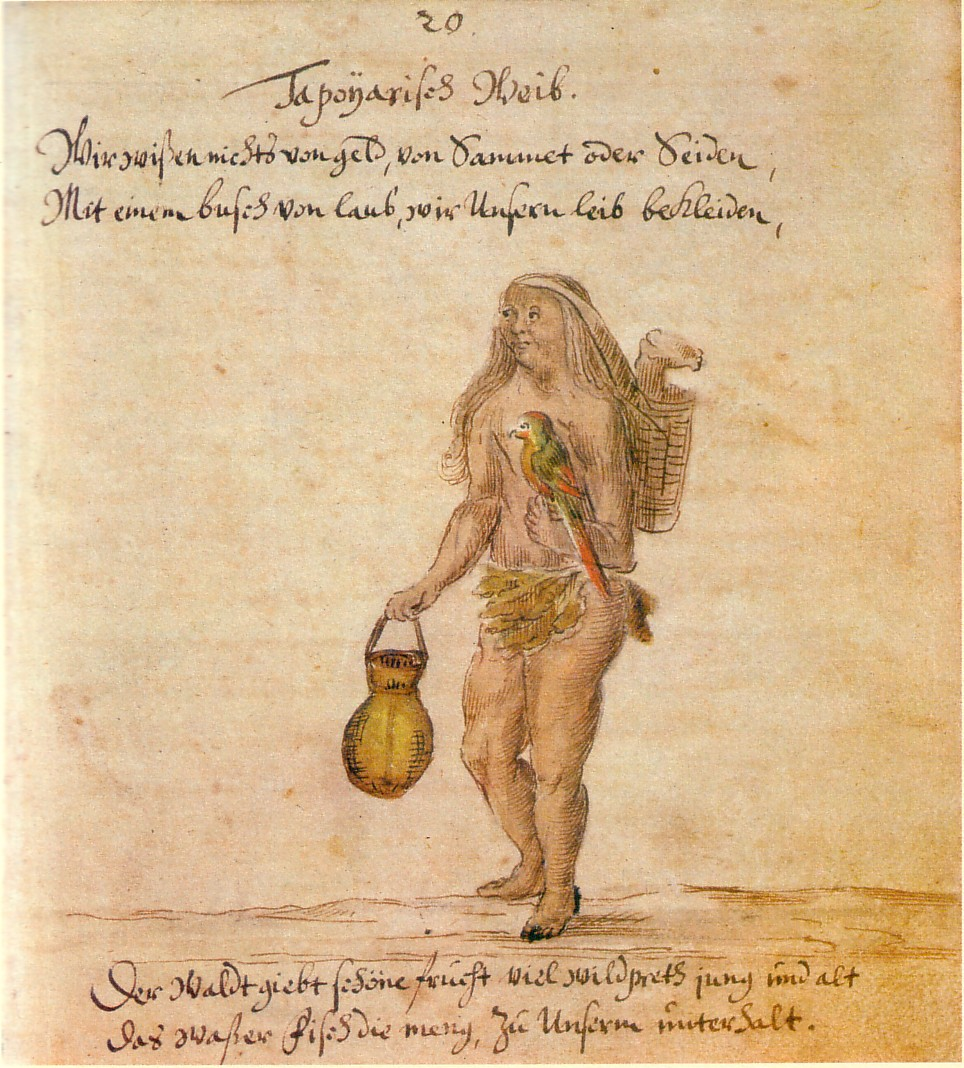
Mujer Tapuya

#### Estadía en el Brasil holandés y expedición a Chile
La colonia Neu-Holland (o Brasil holandés) fue fundada en 1630 por la Compañía Holandesa de las Indias Occidentales. En julio de 1642, los holandeses firmaron un alto el fuego de diez años con Portugal, por lo que en esta área por el momento ya no ocurrieron acciones de guerra. Sin embargo, esta tregua permitió al mismo tiempo que los holandeses tuvieron la posibilidad de una mayor expansión en Brasil. Como resultado, se buscaron nuevas oportunidades en el sudoeste del continente, y el veterano almirante Hendrik Brouwer fue enviado a Chile para entrar en acuerdos comerciales secretos, zarpando el 12 de enero de 1643 con una flota de cinco barcos. El vicealmirante de la nave Vlyssingen era Caspar Schmalkalden.
Después de que la flota circunnavegara el Cabo de Hornos, los viajeros vieron a Chile por primera vez el 28 de abril y desembarcaron en la isla de Chiloé el 10 de mayo. Durante su estadía en Chiloé los holandeses destruyeron el fuerte de Carelmapu y dieron muerte al gobernador español en el llamado Combate de Carelmapu, y posteriormente incendiaron la ciudad de Castro, que ya había sido alertada de la presencia de los holandeses. Durante este periodo fallece el almirante Hendrik Brouwer el 7 de agosto, dejando a la flota en manos del Elias Herckmans.
Los negociadores holandeses lograron acordar con los nativos un pacto de apoyo contra los españoles y trasladaron a un importante número de indígenas aliados a las ruinas de la ciudad española de Valdivia, donde se procedió a construir una fortificación holandesa. Sin embargo, luego de un tiempo aumenta la desconfianza de los nativos con los holandeses, que conlleva una disminución en los suministros de alimentos, que finalmente contribuye a una amenaza de motín entre los marineros en octubre. En este contexto, Herckmans finalmente decide regresar a Brasil, en un viaje que tomó del 28 de octubre al 29 de diciembre de 1643.
Durante la estadía de Schmalkalden en Chile, surgieron diferencias entre el gobernador Johann Moritz von Nassau-Siegen y la Compañía Holandesa de las Indias Occidentales en el Brasil Holandés. Este conflicto contribuye finalmente a que en mayo de 1644, el príncipe Moritz abandonara Brasil, contribuyendo al declive de la colonia, y permitiendo que los portugueses comenzaran a movilizarse para recuperar su colonia.

#### Retorno
Schmalkalden inició su regreso a Europa el 27 de mayo de 1645 en dirección a Groninga desde Recife. Sin embargo, el viaje sufrió una interrupción repentina cuando, el 17 de junio, mientras la flota estaba en Paraíba, llegó la noticia de que el Cabo de San Agustín (unos 30 km al sur de Recife) había sido entregado a los portugueses. Esto ocasionó que los soldados, y con ellos Caspar Schmalkalden, tuvieran que ir a tierra nuevamente y quedarse un tiempo en Fort Margaretha. Durante este periodo, Johannes Hasselbeck, que había zarpado en el buque Morian, nombró a Caspar Schmalkalden como administrador de sus propiedades en Groninga. El resto de la flota permaneció en Paraiba hasta principios de julio hasta que llegó una orden para navegar hacia Recife el 4 de julio. Sin embargo, esto no fue posible debido a que las corrientes oceánicas se dirigían hacia el norte en esta época del año, y en su lugar se dirigieron a la Fortaleza de Ceulenburg en la provincia de Rio Grande do Norte. Pasó aproximadamente un mes antes de que el mensaje que se envió desde Recife el 6 de agosto finalmente anunciara que la flota podría irse a los Países Bajos.
El 7 de agosto los barcos zarparon. Cuatro días después, Schmalkalden cruzó el ecuador por segunda vez. A finales de agosto o principios de septiembre cruzó el mar de los Sargazos (llamado por él "Greetings Lake"), describiendo en su informe las características algas que se producen allí.

El cruce no estuvo exento de incidentes, y Schmalkalden informó sobre la muerte de un soldado la noche del 4 de septiembre, y sobre el 9 de septiembre escribe:
La noche anterior, los oficiales de nuestro barco estuvieron casi todos alborotados, y hubo un gran tumulto y nada más que vergüenza, insultos y disputas en el barco, desatándose finalmente una pelea que duró hasta la mañana. Luego los culpables fueron encerrados como niños, y los demás descansaron.
En el Canal de la Mancha, el viento sopló extremadamente fuerte, por lo que tuvo que permanecer anclado casi cuatro semanas (del 13 de octubre al 8 de noviembre) cerca de Newport en la Isla de Wight. Cuando finalmente pudo continuar el viaje, el barco llegó a un banco de arena a la salida del puerto y pudo liberarse solo después de media hora.
El 13 de noviembre, después de más de tres años de ausencia de los Países Bajos, Caspar Schmalkalden llegó a la ciudad de Groningen y viajó por tierra a Ámsterdam, donde llegó el 23 de noviembre.

### El segundo viaje - Java, Taiwán y Japón (1646–1652)

#### Cruce y estadía en el Cabo de Buena Esperanza.

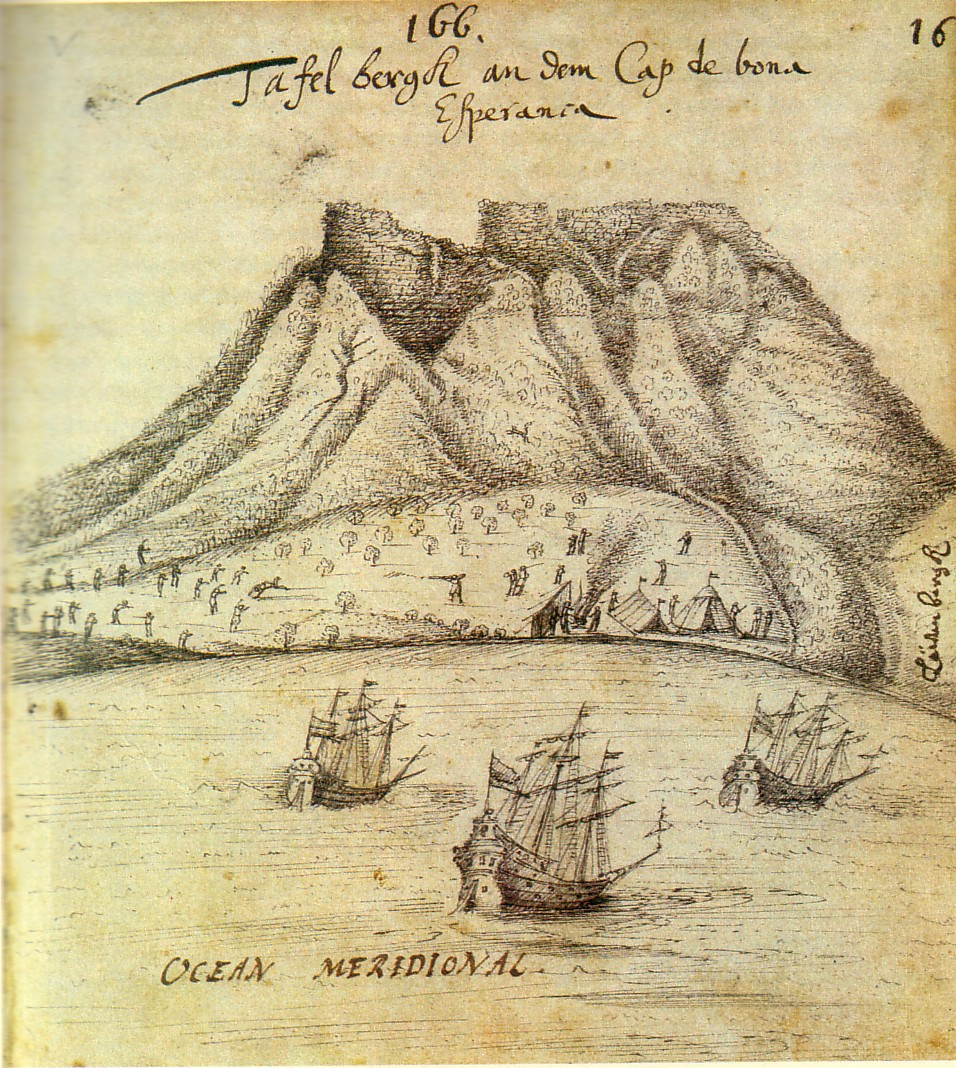
Montaña de la Mesa en Cabo de Buena Esperanza.

El 6 de abril de 1646, Caspar Schmalkalden partió de Texel para su segundo viaje, que lo llevaría por el Cabo de Buena Esperanza a las Indias Orientales Neerlandesas, viajando en el barco Rey David junto a una flota de otros tres barcos. Esta flota tuvo que pasar unas semanas en Dover debido al viento, para luego continuar su viaje. Este episodio, de principios de mayo, es detallado por Schmalkalden señalando que el barco en el que viajaba fue golpeado por uno de los otros barcos de la expedición.
El 24 de mayo, los viajeros pasaron por las Islas Canarias. Caspar Schmalkalden informa sobre el Pico del Teide (llamado por él Pico Tenerife o Pico de Terraira) señalando que se considera que es la montaña más alta de todo el mundo, y que desde ahí se puede ver a sesenta millas en el mar, y sus picos están a tres millas sobre las nubes.
El 4 de junio llegaron a las islas de Cabo Verde, donde pasaron seis días en Santiago. Schmalkalden informa de frecuentes conflictos con la población predominante, que, según él, eran predominantemente españoles y, en muchos casos, bandidos.
Después de que Schmalkalden cruzara el Ecuador por tercera vez el 5 de julio, su barco cruzó las islas Abrojos (8 de agosto) y luego pasó por las islas Tristán de Acuña el 5 de septiembre. El mismo día, a petición del almirante, se decidió que el barco Patientia debería navegar a la India, mientras que los buques Elefante y Rey David entregarían la mitad de su agua dulce a la Patientia y desembarcarían en el Cabo de Buena Esperanza. Después de algunos debates a bordo de los barcos, la propuesta fue aceptada por unanimidad, de acuerdo con el informe de Schmalkalden, el 19 de septiembre desembarcó en el Cabo de Buena Esperanza (al que llama, en portugués, Cabo de Bona Esperanca o, en latín, Caput bona Spei).
Durante las casi tres semanas de estadía en la Bahía de la Mesa, donde se fundaría la ciudad de Ciudad del Cabo, seis años después, las tripulaciones de los dos barcos vivirían principalmente de trueque con los KhoiKhoi. Entre otras cosas, informa sobre un incidente el 22 de septiembre, en el que un centinela holandés disparó a un africano por error (disparar a los locales estaba expresamente prohibido a los soldados del almirante). Esto ocasionó que algunos lugareños exigieran al almirante la ejecución del delincuente, y que se temiera el final del trueque, que era vital para las tripulaciones de los barcos. El almirante ordenó que se atara al soldado acusado y se lo llevó a bordo de uno de los barcos, anunciado que debía recibir un disparo allí. Los africanos quedaron satisfechos con esto, pero el soldado pronto fue liberado.
El 28 de septiembre, Schmalkalden y otras diecisiete personas se reunieron en la Montaña de la Mesa, en la parte superior de las cuales encendieron un fuego y bebieron un poco de vino. Schmalkalden creía que eran los primeros europeos en la cima de la montaña, pero de hecho, más de 140 años antes (1503), esta cima ya había sido alcanzada por el portugués António de Saldanha.
El 7 de octubre, los viajeros continuaron su viaje, cruzaron la isla de San Pablo el 31 de octubre y llegaron al estrecho de Sunda el 5 de diciembre. Avistaron Sumatra y Krakatau en los días siguientes, y finalmente desembarcaron en Batavia (Yakarta) el 11 de diciembre.

#### Indias Orientales Neerlandesas

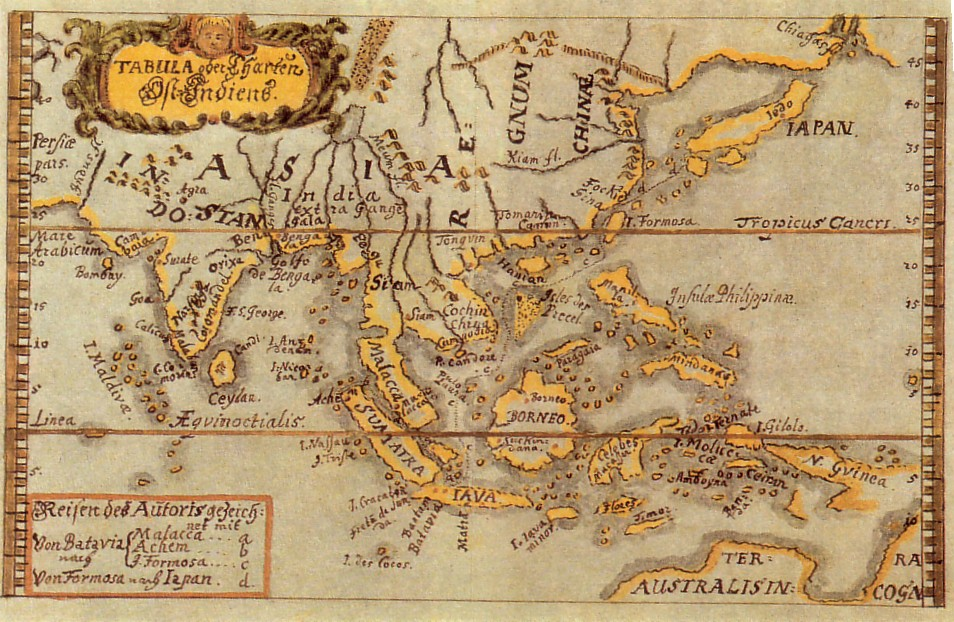
Mapa del sudeste asiático con los itinerarios de Caspar Schmalkalden

Batavia había sido fundada en 1619 por la Compañía Holandesa de las Indias Orientales y rápidamente se convirtió en el centro de todas las actividades holandesas en Asia. Como es frecuente en su relato, Schmalkalden no deja información sobre qué tareas debió cumplir aquí. Su estadía, sin embargo, ocurrió en un momento relativamente pacífico: en 1642 hubo una tregua entre portugueses y holandeses, y solo producto los levantamientos populares de 1648 en Ambon y 1650 en Ternate (cuando Caspar Schmalkalden estaba en Taiwán y en Japón) volvió la guerra a la zona. Por esta coyuntura, Schmalkalden, probablemente tuvo una oportunidad relativamente buena para estudiar el pasado y la situación contemporánea de la ciudad de Batavia y sus habitantes.

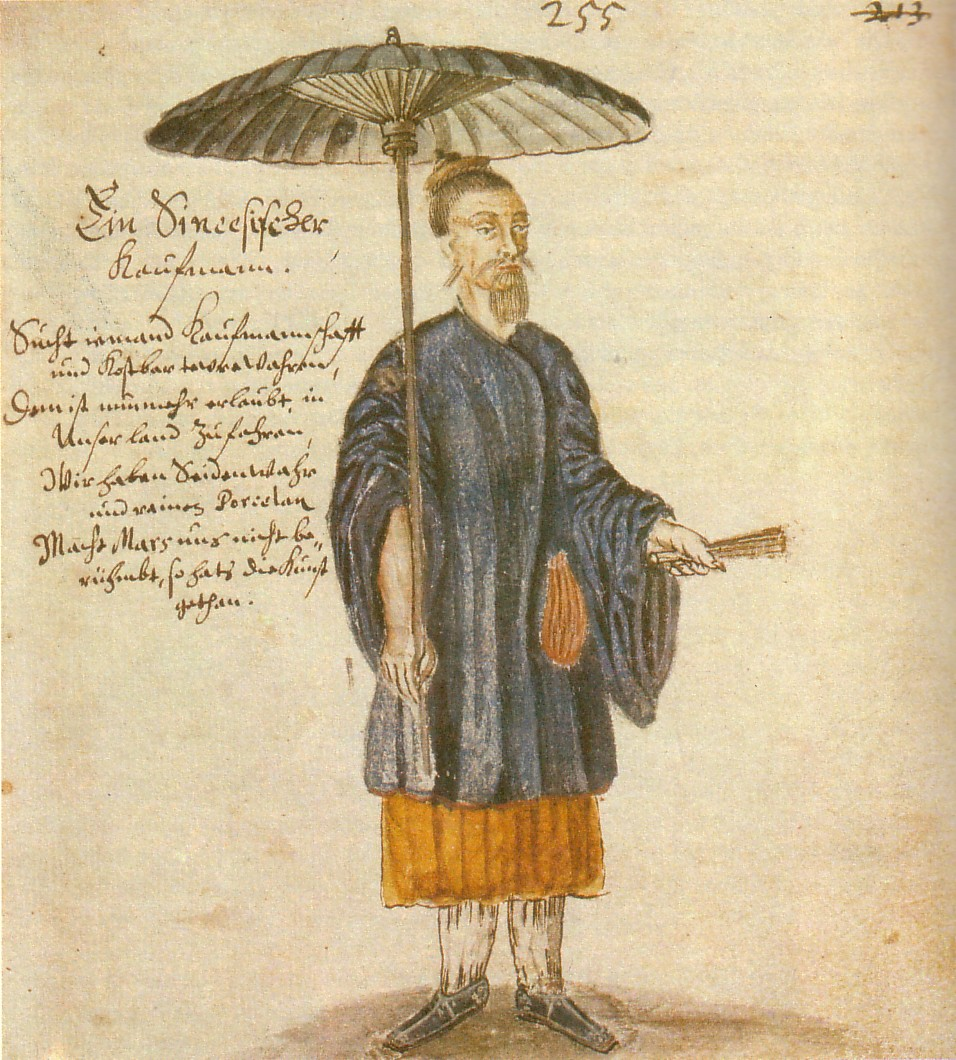
Un Comerciante "Sinés (Comerciante Chino)

Después de pasar unos siete meses en la isla de Java, Schmalkalden acompañó al enviado holandés Joan van Deutecom en un viaje de legación a Achem (Aceh) en el verano de 1647. Abandonó Batavia el 11 de julio y llegó a Banda Aceh el 5 de agosto, después de una visita de dos días a finales de julio en Malaca, que en ese momento se encontraba bajo dominio holandés.
El 22 de agosto, el enviado fue recibido solemnemente por la reina de Aceh. Una parte esencial de esta recepción fueron las peleas de animales (especialmente con elefantes y búfalos), que tuvieron a Schmalkalden como un testigo ocular, quien posteriormente las describió en detalle.
A partir del 31 de agosto, el emisario fue recibido por la reina cada semana, hasta el inicio de Ramadán el 28 de septiembre, que provocó su interrupción. Este proceso duró un mes, hasta el 28 de octubre, y finalmente el 13 de noviembre la legación zarpó nuevamente, de modo que Schmalkalden llegó el 24 de noviembre a Batavia de regreso.

#### Taiwán

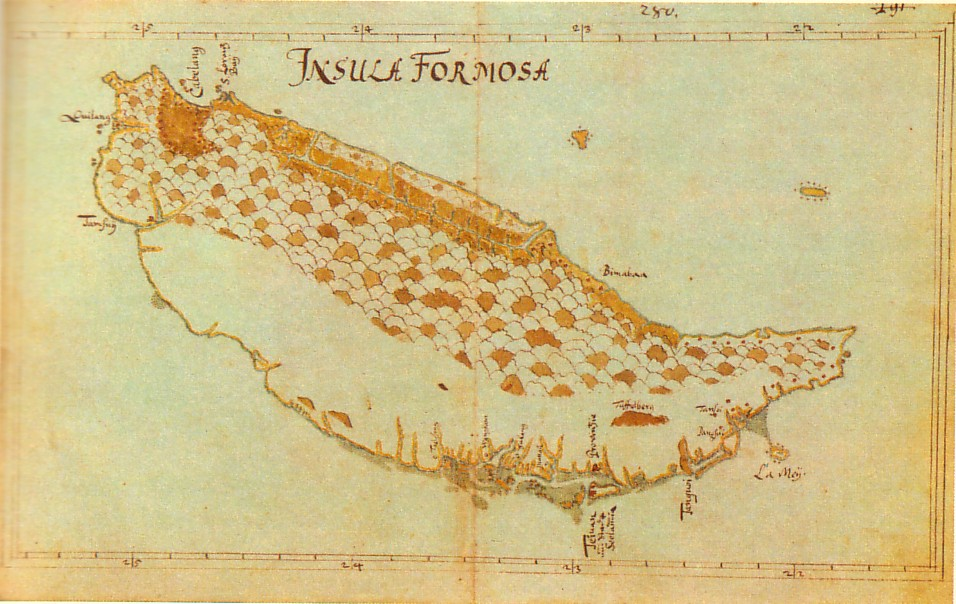
Isla Formosa (Taiwán)

En 1624, los holandeses llegaron a los territorios portugueses de Ilha Formosa (Taiwán) y en 1641 habían logrado poner la parte suroeste de la isla bajo su control. Su base principal, la Fortaleza y Asentamiento de Zeelandia, estaba ubicada en la Bahía de Taiwán (ahora parte de la ciudad de Tainan), que aparece en los periódicos holandeses y en el texto de Schmalkalden como Tayonan, Teiouan, Taiowan, etc.
El 28 de abril de 1648 zarpó  Schmalkalden a bordo de la Patientia a Zeelandia. El viaje lo llevó desde Batavia a Pulau Laut (una de las islas Natuna), Con Dao, las islas Paracel, la costa de Kochinchina y Hainan. Después de casi dos meses, Schmalkalden desembarcó en Formosa el 19 de junio.
Poco después, hubo un cambio significativo en su futura carrera en las Indias Orientales: "el 27 de julio entregué mi rifle a la armería y me convertí en topógrafo". Schmalkalden permaneció en Formosa durante aproximadamente dos años, trabajando en geografía y cultura. El mapa adjunto a su guía de viaje muestra claramente las partes de la isla conocidas por los holandeses.

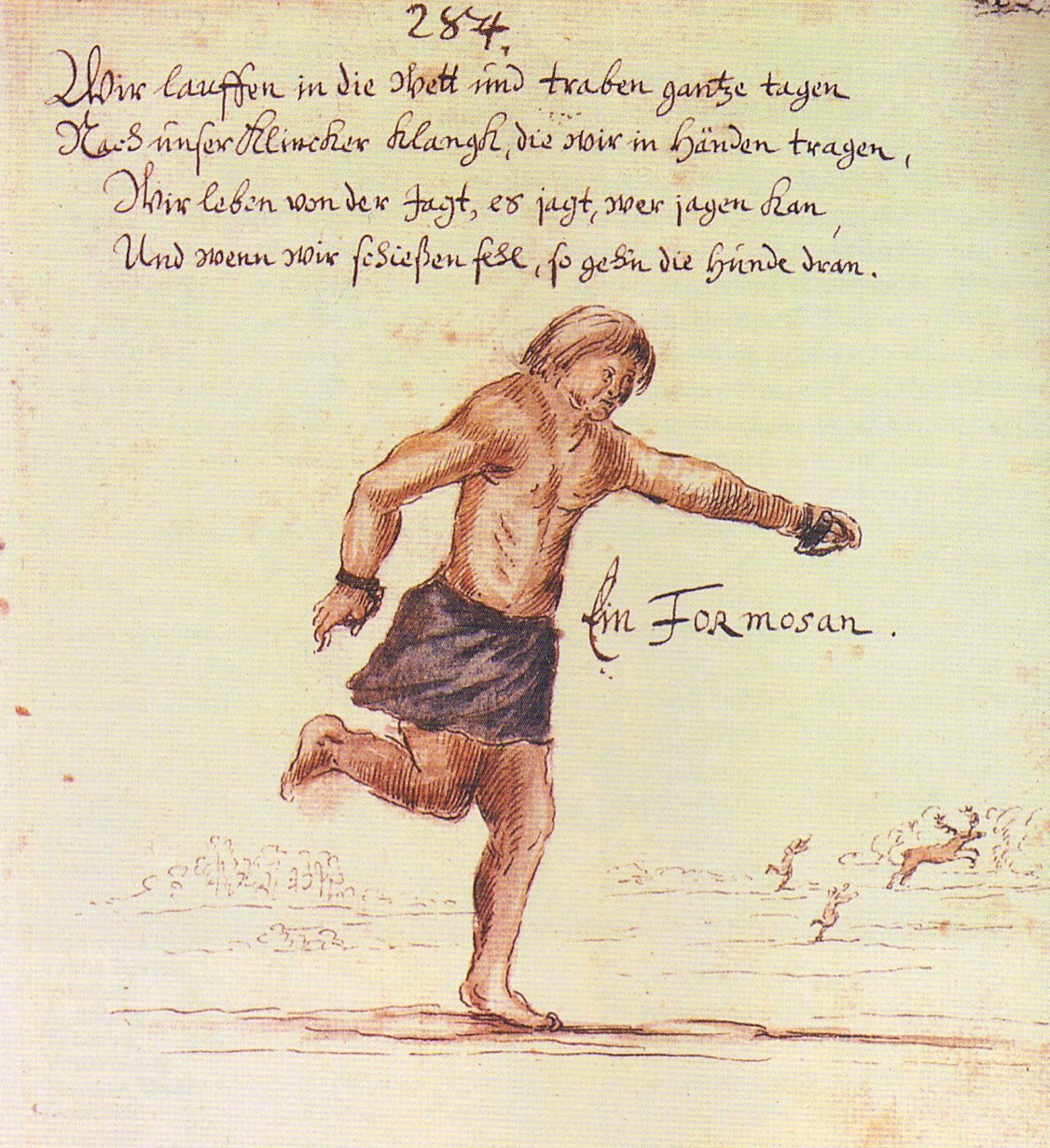
Nativo de Formosa

El breve período de gobierno holandés, que terminó en 1661 con el levantamiento de Koxinga (Zheng Cheng-Gong), trajo un gran cambio para las tribus nativas. Como parte de la política de colonización holandesa, hubo una primera ola de inmigración de chinos desde el continente. Al mismo tiempo, la compañía intentó imponer a los nativos un orden social "civilizado". Para ello, establecieron un jefe de su esfera de influencia en las aldeas, establecieron escuelas con maestros holandeses y propagaron el alfabeto latino. El libro de viajes de Schmalkalden agrega algunos detalles sobre este proceso.

#### Japón

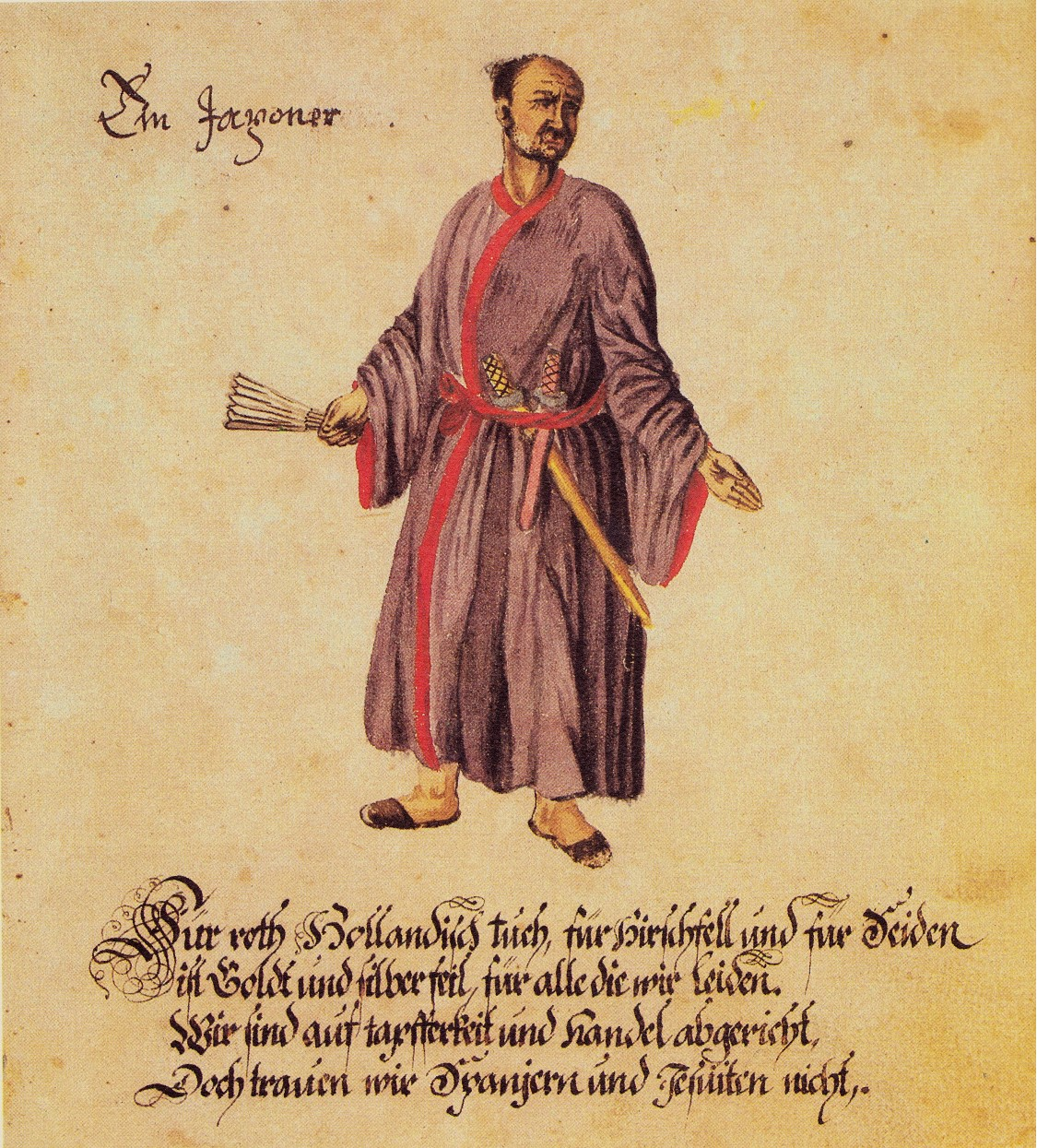
Nativo de Japón

Según su diario de viaje, Schmalkalden se embarcó en la Patientia rumbo a Japón el 8 de junio de 1650, después de casi dos años de estadía en Formosa. Dos semanas después, el 22 de junio, su barco navegó hacia la bahía de Nagasaki y echó ancla cerca de la pequeña isla de Kisma (Tsukishima, isla artificial, comúnmente llamada Dejima). Japón había reducido drásticamente sus relaciones comerciales alrededor de una década antes, y entre las naciones europeas, sólo permitía el desembarco a los holandeses, pero con algunas excepciones: no se les permitía abandonar el pequeño puesto comercial de Dejima y estaban sujetos a muchas restricciones. Los procedimientos descritos por Schmalkalden a su llegada son los típicos de ese tiempo:

Se ordenó a todas las personas de la nave que guardaran y empaquetaran todos los libros de asuntos religiosos, pinturas espirituales, monedas europeas. Tampoco se permitía, con amenaza de cárcel, conmemorar asuntos de religión con los japoneses, y mucho menos hacer ceremonias papistas. [...]

Al día siguiente, varios japoneses, incluido un Bonjos [= oficial superior], subieron a bordo. Visitaron todo en la nave, incluidas las piezas, si todavía estaban cargadas.

Todo hombre debía anunciarse con su nombre, edad y calidad, quedadno todo escrito con diligencia. Finalmente cerraron la nave y volvieron a conducirnos esta vez al país.

La descripción de Schmalkalden de Japón es notoriamente breve, con información sobre Nagasaki, la isla de Dejima y algunos comentarios sobre los japoneses. Tampoco menciona el propósito o la duración de su estadía, y se piensa que posteriormente regresó a Taiwán.
Las investigaciones en los diarios de servicio de la sucursal comercial Dejima posteriormente demostraron que los datos proporcionados por Schmalkalden no son del todo precisos. La nave Patientia navegó ocasionalmente a Japón en 1648, pero no en 1650. Para el 8 de junio de 1650, el diario de servicio de la fábrica de Dejima registra solo la llegada de un junco chino. Si Schmalkalden hubiera realmente navegado a Japón, la memoria le jugó una mala pasada. Ciertamente vio a Nagasaki como un miembro de la tripulación de un barco, pero mientras los estibadores japoneses desembarcaron la carga bajo estricta supervisión, los holandeses no tuvieron permitido abandonar el barco. La estadía de la Patientia en la bahía tomó solo unas pocas semanas en este caso. El dibujo atípico de Schmalkalden de la ciudad desde el lado del mar apunta a confirmar esta sospecha.

#### Salida de las Indias Orientales
Schmalkalden se quedó en Formosa hasta el otoño de 1651. Por esa fecha dos barcos debían partir hacia Batavia al mismo tiempo, por lo que decidió poner en acción su deseo tan anhelado de regresar a casa, pidiendo al gobernador holandés de la isla su despido. También escribe:
Mientras revisaba mi petición, me dio la respuesta de que estaba sorprendido de que presentara mi renuncia, y que solo la suerte ahora estaría disponible para mí. Si me contratara nuevamente, mis honorarios y gastos mejorarían una vez más. Le di las gracias educadamente, considerando que hacía mucho tiempo que había hecho un voto, que si Dios me mantenía saludable en mi servicio por el tiempo señalado, ya no me quedaría en la India, sino que tan pronto como fuera posible regresaría a la Patria, donde se practica la verdadera doctrina cristiana.
El 10 de octubre, Schmalkalden recibió la noticia de que su solicitud había sido aceptada y que debía ser reemplazado, lo cual le complació enormemente. Después de haber realizado los preparativos necesarios para la partida, se embarcó en el barco Rey David el 23 de octubre.
Poco se sabe sobre su viaje de regreso, ya que se han perdido las páginas relevantes de su informe. Dado que el paso de Java a los Países Bajos por lo general demoraba unos seis meses, probablemente permaneció durante unos cuatro meses en Batavia o Mauricio, que era una importante estación de suministro de los holandeses en la ruta de las Indias Orientales. También es posible que él aún visitara las Islas de las Especias, lo que se indica en dos ilustraciones sobrevivientes tituladas Fort Victoria en la isla de Amboynan (= Ambon) y Taluco en la isla de Ternate.
Sólo ha sobrevivido una sección del informe, cuando llegan en mayo de 1652 a la isla Santa Elena. La tripulación no había cruzado aún el Cabo de Buena Esperanza (donde la sucursal de Ciudad del Cabo había sido fundada seis semanas antes por Jan van Riebeeck) y había cazado furtivamente algunos de los caballos que iban a ser abandonados en torno al cabo en Santa Elena.
Después de los comentarios sobre su estadía en Santa Elena, el informe de Schmalkalden se interrumpe. Dado que la primera guerra marítima entre los Países Bajos e Inglaterra estaba en marcha en este momento, es probable que la flota navegara a distancia de las islas británicas y se dirigiera a Noruega, desde donde navegarían posteriormente hacia el sur. El Libro de salidas de barcos, que está en posesión del Archivo de La Haya, muestra que el barco rey David finalmente llegó el 15 de agosto de 1652 a Texel.

### Vida posterior
Después de más de diez años viajando al servicio de los holandeses, regresó a su tierra natal de Turingia, donde se estableció en Gotha. En la cámara de arte ducal de Ernesto I de Sajonia-Gotha entregó un fuelle (insuficientemente preparado y, por lo tanto, no conservado) de un ave del paraíso mayor y algunos compases de fabricación propia e instrumentos de medición geométricos, posiblemente de su época como topógrafo en Formosa.
De su trabajo en las colonias parece haber generado una modesta fortuna, a diferencia de la mayoría de los soldados desplegados en el extranjero de esa época. Era propietario de una casa en Schwabhäuser Gasse en Gotha.
El 30 de enero de 1655, se casó en la iglesia de Santa Margarita de Gotha con Susanna Christina Kirchberger, segunda hija de Antonius Günther Kirchberger, Consejero, Administrador y exsecretario del duque de Sajonia-Weimar. La pareja tuvo tres hijos:
- Johann, nacido el 9 de noviembre de 1656.
- Christian Günther, nacido el 19 de febrero de 1659.
- Adolphus Gottfriedus, nacido el 18 de noviembre de 1661.

Las circunstancias de la muerte de Schmalkalden son tan desconocidas como las de su nacimiento. Las últimas menciones de su nombre se encuentran en los registros de población de Gotha de los años 1665 y 1668. En la siguiente lista de habitantes de 1675 ya no se menciona, por lo que se piensa que murió en torno a 1673.

## El cuaderno de viajes

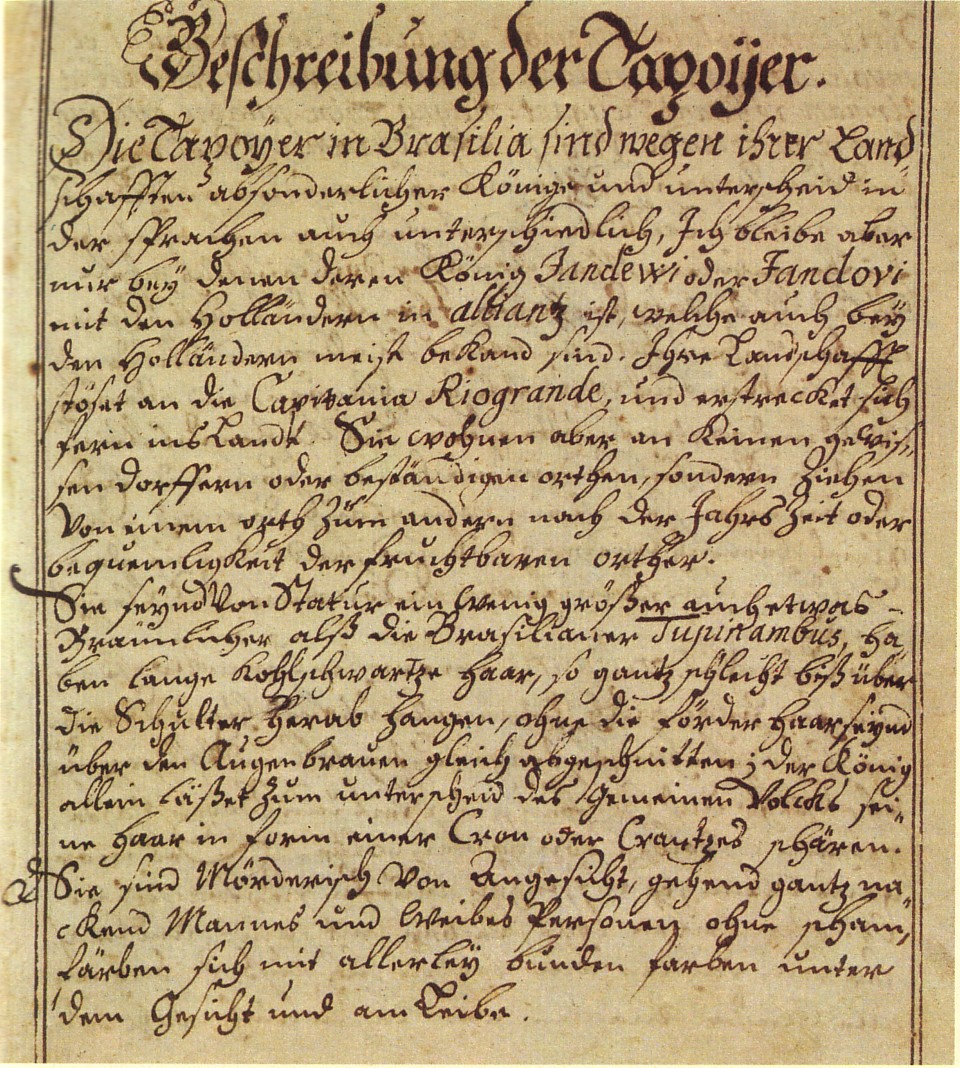
Página sobre los Tapuya en los Cuaderno de viajes

### Manuscrito
El cuaderno de viaje manuscrito de Caspar Schmalkalden consta de 489 páginas de texto y contiene 128 dibujos, en su mayoría elaborados con lápices de colores. Faltan algunas páginas del texto.
El manuscrito proviene de dos escribas diferentes. El primer texto, por su similitud con una entrada en el libro de familia de Antonius Günther Kirchberger del año 1665, podría identificarse como la letra del propio Schmalkalden. En el caso del segundo texto, hasta el momento no hay una asignación clara, aunque Wolfgang Joost planteó en 1983 que podría ser el manuscrito del segundo hijo de Schmalkalden, Christian Günther.
El estilo de redacción del informe es realista y sin exageración. Schmalkalden no usa el lenguaje floreado típico de su tiempo y no informa sobre increíbles aventuras y criaturas míticas, sino que se caracteriza por ser un informe muy realista. En el relato, los sentimientos y pensamientos personales de Schmalkalden retroceden a un segundo plano y casi no desempeñan ningún papel en comparación con otros informes de la época.

### Historia
Schmalkalden presumiblemente resumió las notas que había hecho durante sus viajes a su regreso a Turingia, y las complementó con otras fuentes, como la obra Rerum in Brasilia et alibi gestarum del filósofo de Ámsterdam Caspar van Baerle (o Barlaeus), y que en 1659 fue traducida al alemán. No se sabe cuánto tiempo el manuscrito de Schmalkalden se conservó en el ámbito familiar, pero hay registro de que el naturalista Johann Friedrich Blumenbach (1752-1840) lo adquirió en la segunda mitad del siglo XVIII en una subasta en Gotha. Más tarde, el manuscrito quedó en posesión del duque Ernesto II de Sajonia-Gotha-Altenburgo, en cuya biblioteca de Schloss Friedenstein se registró oficialmente el 14 de septiembre de 1790 (registrado bajo la firma de la Carta B 533).
En 1967 se restauraron las hojas y se repararon las roturas con papel japonés.
En 1983, el informe fue publicado por Wolfgang Joost con el título "El maravilloso viaje de Caspar Schmalkalden a las Indias Orientales y Occidentales". Joost adaptó la ortografía y la puntuación a los estándares de 1983 (excepto las palabras extranjeras) y también realizó algunos pequeños cambios en el léxico, cuando ciertas palabras habían sufrido un cambio de significado durante los últimos 300 años y, por lo tanto, ya no eran comprensibles en el contexto. Además, organizó cronológicamente los capítulos a veces confusos y proporcionó al trabajo una introducción y un epílogo.
En 1991 se realizó en Chile una publicación en español del capítulo de Schmalkalden acerca de su estadía en Chiloé y Valdivia. Esta publicación tuvo por objetivo dar a conocer un texto poco conocido en el ámbito local acerca de la presencia holandesa en el sur del país, complementando además a otras fuentes con mayor divulgación acerca del mismo proceso.
El año 2002 se realizó una nueva publicación bajo el título de "Con brújula y cañones: Viajes de aventura a Brasil y el Lejano Oriente. 1642 - 1652".

### Contenido
El cuaderno de viajes se Schmalkalden tiene las siguientes características:
- Primero, sigue una cronología similar a una nota de un itinerario, en la que Schmalkalden registra todas las estaciones y eventos importantes de la sección de viaje respectiva desde el zarpe hasta el desembarco.
- A esto le sigue una descripción geográfica del destino, en la que Schmalkalden describe la naturaleza y la cultura de los lugares y regiones que visita.
- Luego, Schmalkalden dedica palabras e imágenes acerca de la cultura y el aspecto de los pueblos indígenas de cada destino.
- Se concluye con descripciones de especies destacadas de plantas y animales, cada una con un cuadro.

Sin embargo, este orden no se cumple estrictamente en todas las secciones, y en algunos casos, especialmente cuando Schmalkalden estaba sólo de paso, se detalló información abreviada de un aspecto en particular.
La mayoría de las descripciones de Schmalkalden atestiguan sus propias observaciones. No obstante, en ocasiones inserta anécdotas que sólo conoce de oídas con el propósito de ilustrar y entretener con el tema respectivo.
Además de los componentes antes mencionados, la conclusión de cada capítulo también incluía originalmente un conjunto de frases útiles para tratar con la población nativa; sin embargo, estas frases fueron omitidos en la publicación.

#### Descripciones geográficas
Las descripciones escritas por Caspar Schmalkalden sobre los lugares y regiones que visita, incluyen descripciones de la naturaleza, así como detalles de edificios, gobierno, administración y particularidades culturales. La información se complementa con mapas y dibujos de vistas de la ciudad, edificios y paisajes. Aquí, los aspectos coloniales (administración y defensa) están en primer plano.
Algunas secciones (especialmente en relación con Batavia, cuya conquista y posterior defensa por los holandeses se describe en detalle) están precedidas por descripciones de la naturaleza de los destinos visitados en la época de Caspar Schmalkalden, así como de la historia de los lugares en cuestión. Estos se relacionan principalmente con los logros político-coloniales de los holandeses.

#### Descripciones de plantas y animales

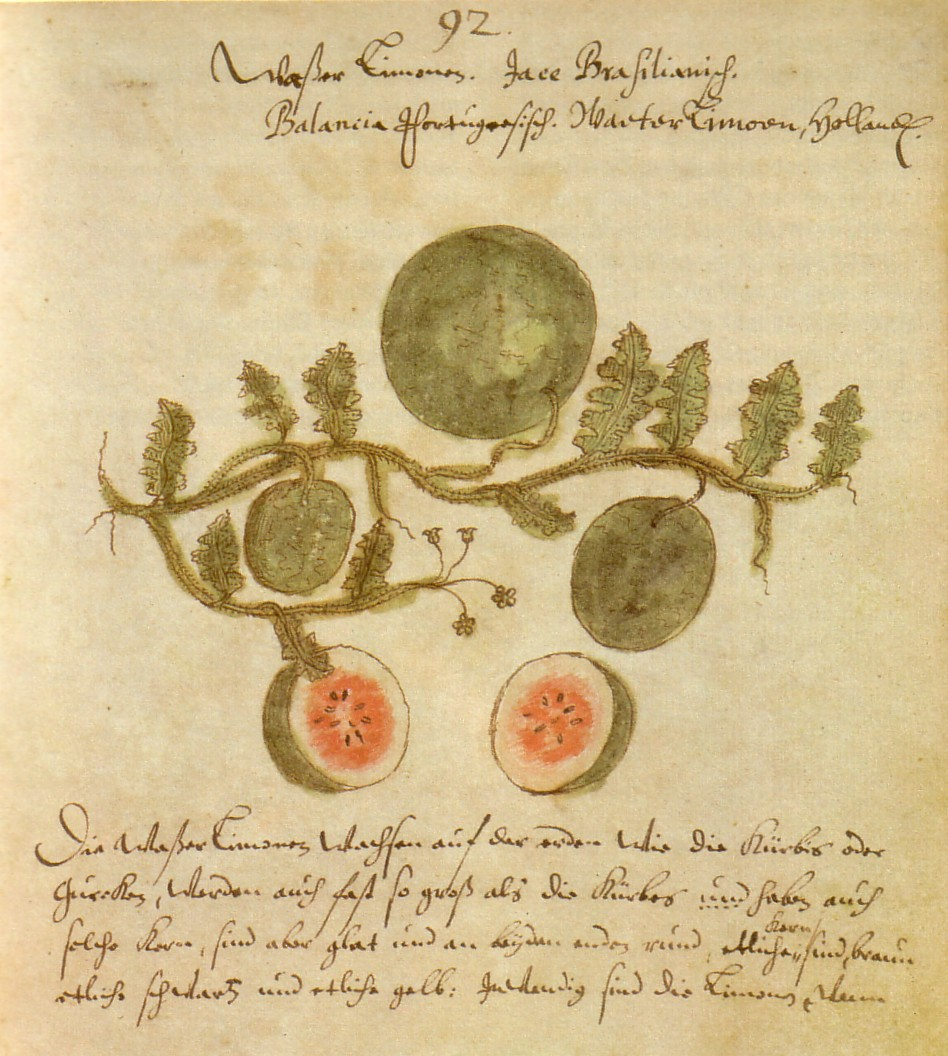
Sandías

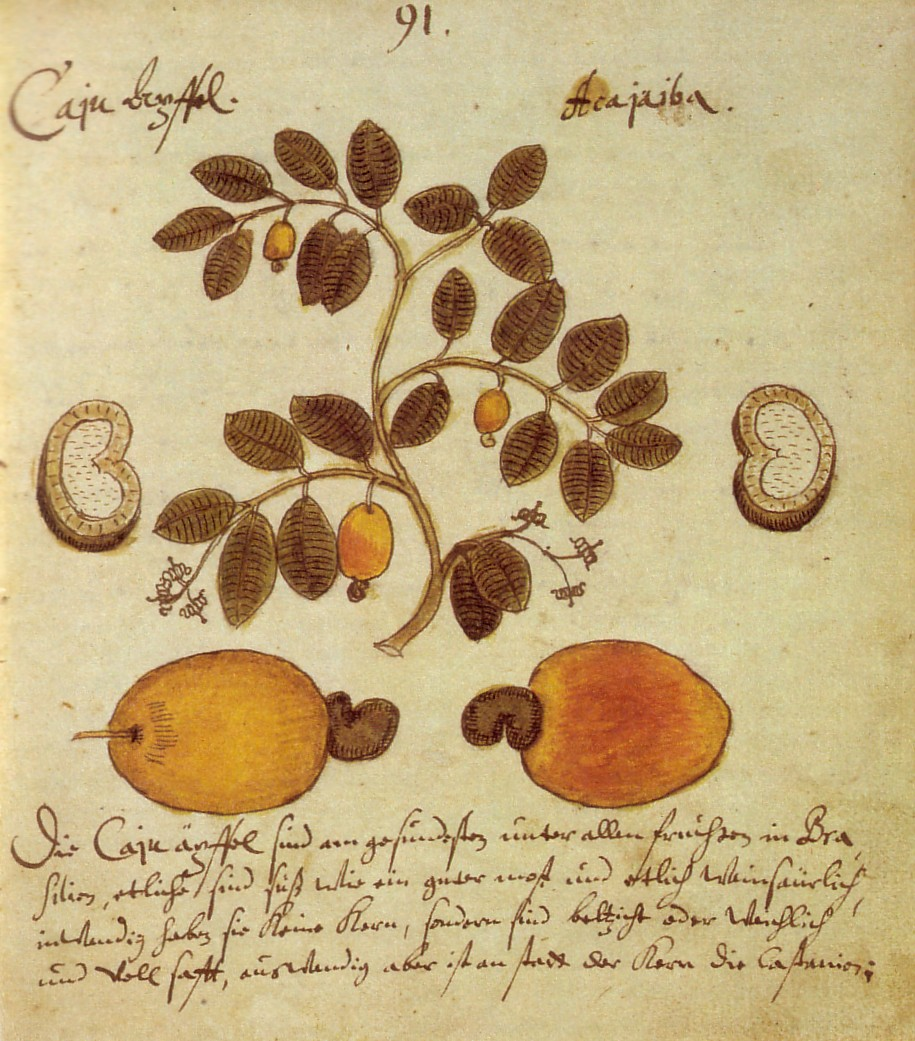
Anacardos

Las descripciones de animales y plantas no son descripciones científicas en un sentido moderno, sino que Schmalkalden trató de describir los seres vivos con la mayor claridad posible en relación con sus características y comportamientos particulares. Hizo numerosas comparaciones con animales y plantas conocidas en Europa y también realizó sus propios estudios. Así informa sobre un Macaco (Alouatta o mono aullador): "En Fort Margarethen tuve uno y quise criarlo. Pero no quería comer nada encerrado y no hacía nada más que gritar, por lo que debí soltarlo."
Muchas otras expresiones dan testimonio de su propia experiencia y observación, como la información sobre la toxicidad de ciertas medusas o ciertas expresiones onomatopéyicas. Por ejemplo, sobre el Ai (perezoso de tres dedos) escribe: "Si se empuja, grita "¡Iii!" Como un gato joven.", y del pez erizo dice: "Si pisas sobre él, grita: ¡Hulch!"
Para muchas especies de plantas y animales (especialmente peces), también describe sus hallazgos sobre su carácter comestible. También describió muchos tipos de frutas tropicales que son bien conocidas por los europeos de hoy, como las limas de agua (sandías), la piña, el bacobes o el pisang (plátanos) y las nueces de coco (cocos). En general, sus descripciones de flora y fauna en la sección sobre Brasil son mucho más extensas que las de las Indias Orientales, ya que centró su atención en esta última principalmente en aspectos geográficos y culturales.

#### Descripciones étnicas
Las representaciones de los pueblos están parcialmente influenciadas por el etnocentrismo típico de su época. Por ejemplo, señala que el hecho de que casi todos los pueblos que visitó no fueran de fe cristiana implicaba que no sabían nada acerca del verdadero Dios.
En esta materia, sus descripciones tienden a las generalizaciones (resume los numerosos pueblos de Brasil en solo dos grupos, los brasileños y el Tapuya). Sin embargo, también se esfuerza por hacer una presentación lo más objetiva posible, y sus descripciones de culturas extranjeras a menudo dan testimonio de asombro en lugar de rechazo. Sin embargo, siempre se puede leer el deseo de que cese muy pronto la condición atrasada de los pueblos "menos civilizados" y que reconozcan al "Dios verdadero".
Las descripciones de representantes masculinos y femeninos de los respectivos grupos étnicos son características de las descripciones etnográficas de Schmalkalden, cada uno de las cuales se describe mediante un verso de cuatro líneas desde la perspectiva del grupo respectivo de personas. Por ejemplo, en la imagen de un mapuche-huilliche de Valdivia (Chile), este verso dice:

Tengo que estar constantemente preocupado y alerta,

Por acá vienen barcos extranjeros para extraer el oro,

Por eso el oro y la avaricia no nos atraen de ninguna manera,

Aunque entre nosotros un hombre puede tener a varias mujeres.

En sus descripciones etnológicas, Schmalkalden siempre aborda los mismos aspectos: la posición y las tareas del hombre y la mujer en la sociedad, la religión y las costumbres, los hábitos alimenticios y la ropa. En América del Sur describió a brasileños, tapuya y chilenos (huilliches), en África a los Hottentots (Khoi Khoi) y en Asia a Javaneses, Malayos, Chinos, Taiwaneses y Japoneses. A la presentación del los Chinos Han (Sinesen), que llegó a conocer ampliamente en Batavia y en Formosa, le dedica un espacio particularmente grande.

### Legado
Aunque Caspar Schmalkalden no informó nada que fuera fundamentalmente nuevo para los europeos, algunos elementos de su diario de viaje constituyen una fuente importante para la historia de regiones particulares, especialmente de Taiwán, pero también de Japón.
Hubo muchos informes similares de visitantes a las colonias en ese momento. Además del mencionado Barlaeus, Schmalkalden también se basó en los dibujos de la Historia naturalis Brasiliae de Georg Marcgraf para la elaboración de sus propios diseños.
Dentro de la literatura alemana sobre viajes, el reporte de Schmalkalden sobre el Brasil Holandés, el Libro de Animales (Tier-Buch) de Zacharias Wagner y la Descripción de las Indias Occidentales (West-Indianische Reißbeschreibung) de Michael Hemmersam se asemejan. Por otro lado, las descripciones de Schmalkalden de las Indias Orientales encuentran paralelos con Johann von der Behr, Johann Jacob Merklein y Johann Jacob Saar.

## Enlaces
- Wikimedia Commons alberga una galería multimedia sobre Caspar Schmalkalden.

- Datos: Q1048026
- Multimedia: Caspar Schmalkalden / Q1048026